# 2021年臺鐵臺北車站刺警案

2021年臺鐵臺北車站刺警案是發生於2021年5月22日，一名約50多歲的持刀通缉犯因2021年中華民國全國第三級防疫警戒期間因未戴口罩遭民眾檢舉，臺北市政府警察局接獲報案後前往處理，發現嫌犯是通緝犯正要逮捕，但過程中嫌犯不滿被逮捕，拿出20多公分的開山刀反抗，造成2名警察受傷。

## 事發經過
2021年5月22日晚間5點20分臺灣臺北市中正區臺北車站南二門，一名約50多歲余姓男子因未戴口罩違反全國第三級防疫警戒規定遭民眾檢舉，臺北市政府警察局中正第一分局忠孝西路派出所獲報到場開發罰單，經警察核對身分發現是一名竊盜通缉犯正要逮捕，但過程中嫌犯不滿被逮捕，持開山刀砍傷兩名警察，一名警察手掌虎口被劃傷，另一名警察勃頸被劃傷長達6公分的刀傷，兩名受傷警察被緊急送往馬偕紀念醫院急救，所幸均無大礙。而嫌犯被依竊盜通緝、妨礙公務、傷害等罪嫌移送臺灣臺北地方檢察署偵辦。

## 審判
2021年9月15日，臺灣臺北地方法院第一審裁定延長羈押二個月。
2021年12月28日，臺灣臺北地方法院依妨害公務、傷害罪、殺人未遂從一重罪論處有期徒刑3年6月，並應於刑之執行前，令入相當處所，施以監護2年。

## 參看
- 2019年臺鐵嘉義車站刺警命案
- 2014年台北捷運隨機殺人事件
- 2018年新幹線隨機殺人事件